# Magia divina
Magia divina é uma denominação para "poder divino" em RPGs. É aquela que não é arcana; que é concedida por "Deus", ou "deuses"; não pode ser compreendida por mortais, e é usada por imortais. As vezes são usadas por mortais por meio de "intervenção divina", como na história bíblica de Moisés. É a habilidade mais conhecida de um clérigo.